# Хајатсвил (Мериленд)
Хајатсвил (енгл. Hyattsville) град је у америчкој савезној држави Мериленд.

## Демографија
По попису из 2010. године број становника је 17.557, што је 2.824 (19,2%) становника више него 2000. године.
| Група             | 2000.         | 2010.         |
| Белци             | 5.095 (34,6%) | 4.206 (24,0%) |
| Афроамериканци    | 6.045 (41,0%) | 6.258 (35,6%) |
| Азијати           | 592 (4,0%)    | 768 (4,4%)    |
| Хиспаноамериканци | 2.673 (18,1%) | 5.972 (34,0%) |
| Укупно            | 14.733        | 17.557        |